# Pinto (film)
Pinto is een Amerikaanse western uit 1920 onder regie van Victor Schertzinger.

## Verhaal
Na het overlijden van haar vader wordt Pinto grootgebracht door vijf veeboeren. Omdat ze haar schelmenstreken nogal vermoeiend vinden, zijn ze opgelucht, wanneer Pinto een jaar lang in New York gaat wonen bij pa Audrey. Als ze in de stad aankomt, is ze uit haar lood geslagen. Een aantrekkelijke jongeman helpt haar om het juiste adres te vinden.

## Rolverdeling
| Acteur           | Personage      |
| ---------------- | -------------- |
| Mabel Normand    | Pinto          |
| Cullen Landis    | Bob DeWitt     |
| Edward Jobson    | Looey          |
| Edythe Chapman   | Mevrouw Audrey |
| George Nichols   | Pa Audrey      |
| William Elmer    | Lousy          |
| Hallam Cooley    | Armand Cassel  |
| Andrew Arbuckle  | Bewaker        |
| Richard Cummings | Bewaker        |
| George Kunkel    | Bewaker        |
| John Burton      | Bewaker        |
| Joseph Hazelton  | Bewaker        |
| Manuel R. Ojeda  | Mexicaan       |
| T.D. Crittenden  | Bewaker        |